# De Dion-Bouton Type HG
Der De Dion-Bouton Type HG ist ein Pkw-Modell aus der Zeit zwischen den beiden Weltkriegen. Er gehört zur Baureihe der V8-Modelle des französischen Herstellers De Dion-Bouton.

## Beschreibung
Das Modell erhielt am 5. Februar 1920 seine Zulassung von der nationalen Behörde. Es ist in der Preisliste des Herstellers vom März 1919 aufgeführt. Es wurde in den Modelljahren 1919 bis 1921 in Frankreich und dem Vereinigten Königreich angeboten.
Der V8-Motor hat 70 mm Bohrung, 120 mm Hub und 3695 cm³ Hubraum. Er war damals in Frankreich mit 18 Cheval fiscal (Steuer-PS) eingestuft. Die Motorleistung ist mit 24,3 BHP angegeben, was etwa 24,3 PS sind. Wie so viele Fahrzeuge aus dieser Zeit hat es ein festes Fahrgestell, Frontmotor, Kardanantrieb und Hinterradantrieb. Das Getriebe hat vier Gänge.
Der Radstand beträgt 3400 mm und die Fahrzeuglänge zumindest für eine Ausführung 4750 mm. Die Abmessungen des Fahrgestells entsprechen dem Type HD mit einem Vierzylindermotor. Eine andere Quelle bestätigt den Radstand und nennt 1350 mm Spurweite. Die Reifengröße betrug 880 x 120. Die Höchstgeschwindigkeit ist mit etwa 85 km/h angegeben.
Bekannt sind Aufbauten als Tourenwagen, Limousine und Landaulet.
Im Mai 1921 erschien der Type IF als Nachfolger.